# Piquet
Piquet is een Belgische experimentele popband uit Hasselt, opgebouwd rond Lien Moris.De band bestaat verder onder meer uit drummer Mattias Jonniaux (Blægger, El Yunque).
De band bereikte in 2013 de finale van Limbomania. In 2015 werd de debuut-ep Heywawize uitgebracht. In 2016 verscheen de single Handwerk.
De band speelde onder meer op Pukkelpop.

## Discografie
- 2015 Parkiet (Single)[11][12]
- 2015 Heywawisze (EP)
- 2016 Handwerk (single)